# Phasmolia elegans
Genre
Espèce

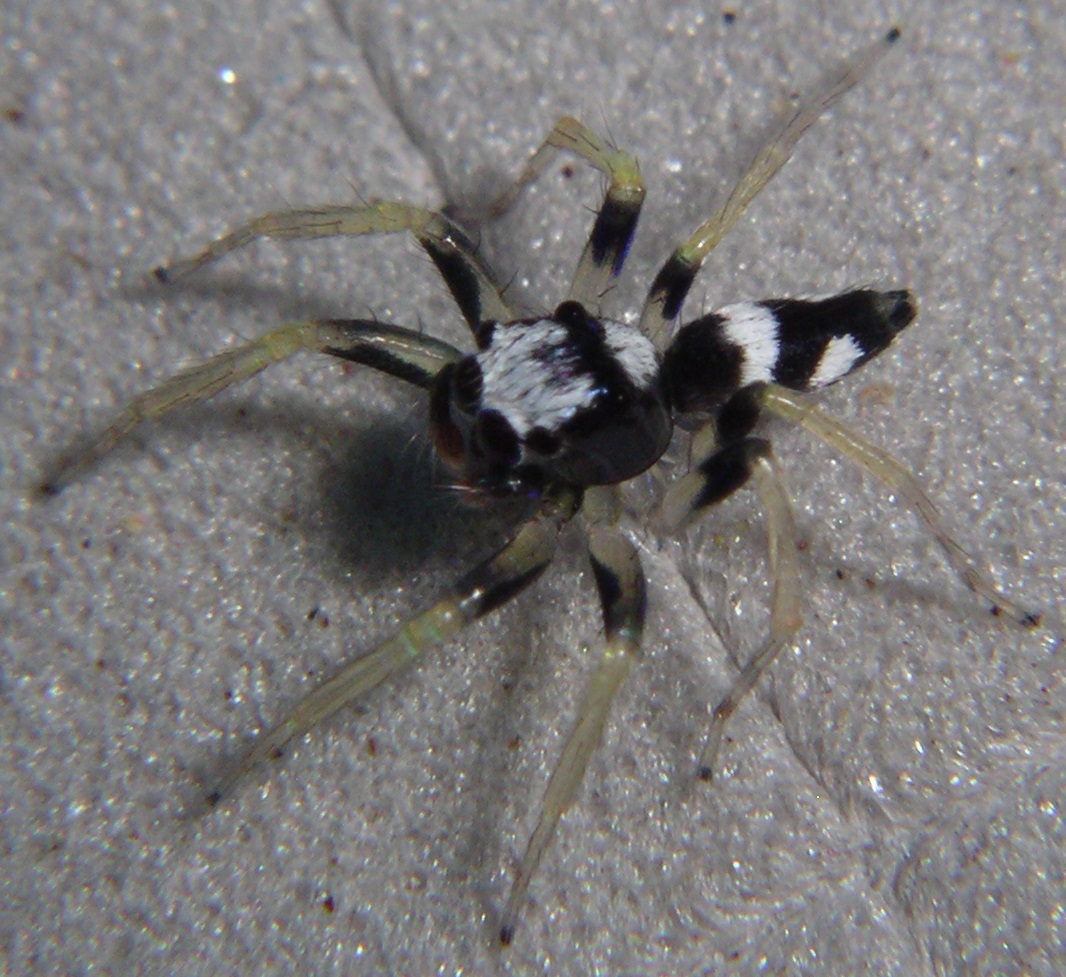

Phasmolia elegans, unique représentant du genre Phasmolia, est une espèce d'araignées aranéomorphes de la famille des Salticidae.

## Distribution
Cette espèce est endémique de la province des Hautes-Terres méridionales en Papouasie-Nouvelle-Guinée,. Elle se rencontre vers Tualapa.

## Description
La carapace du mâle holotype mesure 1,5 mm de long et l'abdomen 1,8 mm et la carapace de la femelle paratype mesure 1,5 mm de long et l'abdomen 1,9 mm.

## Publication originale
- Zhang & Maddison, 2012 : New euophryine jumping spiders from Papua New Guinea (Araneae: Salticidae: Euophryinae). Zootaxa, no 3491, p. 1-74.